# Cable Canal de Noticias
Cable Canal de Noticias (CCN) fue un canal de televisión por suscripción peruano fundado por Eduardo Calmell del Solar y Manuel Ulloa Van-Peborgh. Comenzó sus emisiones en 1998 y salió del aire en 2001. Su cierre se debió a la polémica derivada por la compra de su línea editorial por Vladimiro Montesinos para favorecer al régimen de Alberto Fujimori.

## Historia
El canal fue creado por Eduardo Calmell del Solar y Manuel Ulloa Van-Peborgh, los principales accionistas del periódico Expreso. CCN comenzó sus emisiones a inicios de 1998 en el canal 10 de la proveedora de televisión paga Cable Mágico- Fue la primera emisora de noticias en Perú y la tercera estación de este tipo en Latinoamérica, detrás de Todo Noticias de Argentina y Globovisión de Venezuela. Con el paso del tiempo, se lanzaron otras emisoras de la misma temática como Canal N del Grupo El Comercio.
En aquel entonces, la línea editorial de CCN realizaba críticas al régimen fujimorista, y su programación constaba de programas de entrevistas dirigidos por periodistas locales. Sin embargo, a fines de 1999, Ulloa vendió sus acciones a Vicente Silva Checa, representante del Ministerio de Defensa y funcionario de Vladimiro Montesinos, asesor del Servicio de Inteligencia Nacional (SIN). Ulloa se mantuvo como presidente del directorio hasta enero de 2001.
Después de la caída de Alberto Fujimori a fines de 2000, debido a presiones del gobierno interino de Valentín Paniagua, Peruana de Cable Televisión —la compañía dueña de CCN— cerró el canal en abril de 2001. El motivo fue porque el canal defendía los intereses del gobierno de Fujimori, este último condenado por graves delitos de corrupción, a través del control ilegal que ejercía Montesinos, también encarcelado. Además, se ordenó la detención de Calmell del Solar y del presidente del directorio Vicente Silva Checa, y se canceló el contrato con la empresa Telefónica del Perú. Posteriormente el Congreso propuso realizar una investigación contra Telefónica. En 2003 el Congreso acusó que Fujimori haya intervenido en la compra de acciones de CCN después de descubrirse pagos realizados por el SIN a personal cercano al canal.

## Equipo periodístico

### 1998-1999
- Jaime de Althaus
- Rosa María Palacios
- Juan Carlos Tafur
- Rocío Aliaga

### 2000-2001
- Jorge Morelli
- Efraín Trelles
- Raúl Chamamé
- Patricio Ricketts

## Logos

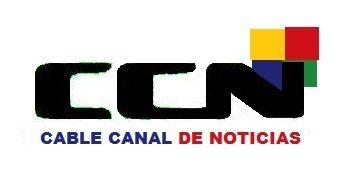
1998